# Пьетрозо
Пьетрозо (фр. Pietroso, корс. U Petrosu) — коммуна во Франции, находится в регионе Корсика. Департамент коммуны — Верхняя Корсика. Входит в состав кантона Веццани. Округ коммуны — Бастия.
Код INSEE коммуны — 2B229.

## Население
Население коммуны на 2008 год составляло 252 человека.
| 1962 | 1968 | 1975 | 1982 | 1990 | 1999 | 2008 |
| ---- | ---- | ---- | ---- | ---- | ---- | ---- |
| 261  | 263  | 271  | 277  | 309  | 287  | 252  |

## Экономика
В 2007 году среди 137 человек в трудоспособном возрасте (15—64 лет) 80 были экономически активными, 57 — неактивными (показатель активности — 58,4 %, в 1999 году было 56,0 %). Из 80 активных работали 74 человека (38 мужчин и 36 женщин), безработных было 6 (3 мужчины и 3 женщины). Среди 57 неактивных 11 человек были учениками или студентами, 22 — пенсионерами, 24 были неактивными по другим причинам.